# Ensemble Ausonia
Pour les articles homonymes, voir Ausonia et Ausonia (auteur).
Ausonia est un ensemble de musique baroque basé en Belgique.

## Historique
L'ensemble Ausonia a été fondé en 1998 par Frédérick Haas et Mira Glodeanu, qui le dirigent encore aujourd'hui. Il est spécialisé dans la musique des XVIIe et  XVIIIe siècles.